# Уллевол
Уллевол (норв. Ullevaal Stadion) — футбольний стадіон в Осло, Норвегія. З 1927 року є домашньою ареною збірної Норвегії з футболу. Крім збірної на стадіоні з 1999 року проводить свої домашні матчі клуб «Волренга», який виступає у вищому дивізіоні чемпіонату Норвегії. У 1926—2009 роках був також домашньою ареною клубу «Люн», який тепер грає на знову відбудованому стадіоні «Біслет» в Осло.

## Факти
Рекордна відвідуваність була зафіксована в 1935 році — на матчі між збірними Норвегії та Швеції було присутнє 35 495 глядачів, найвище ж кількість глядачів на неспортивну заході було зафіксовано в 1955 році, на проповідницької заході баптиста Біллі Грема — 40 000 осіб. Назва стадіону перекладається з норвезького як «пагорб бога Улль».
З 1948 року на стадіоні проводяться фінали кубка Норвегії з футболу.
Власниками стадіону є Норвезька футбольна асоціація і страхова компанія «Vital Forsikring».
Стадіон знаходиться поруч зі станцією «Стадіон Уллевол» (норв. Ullevål stadion) метрополітену Осло.

## Галерея

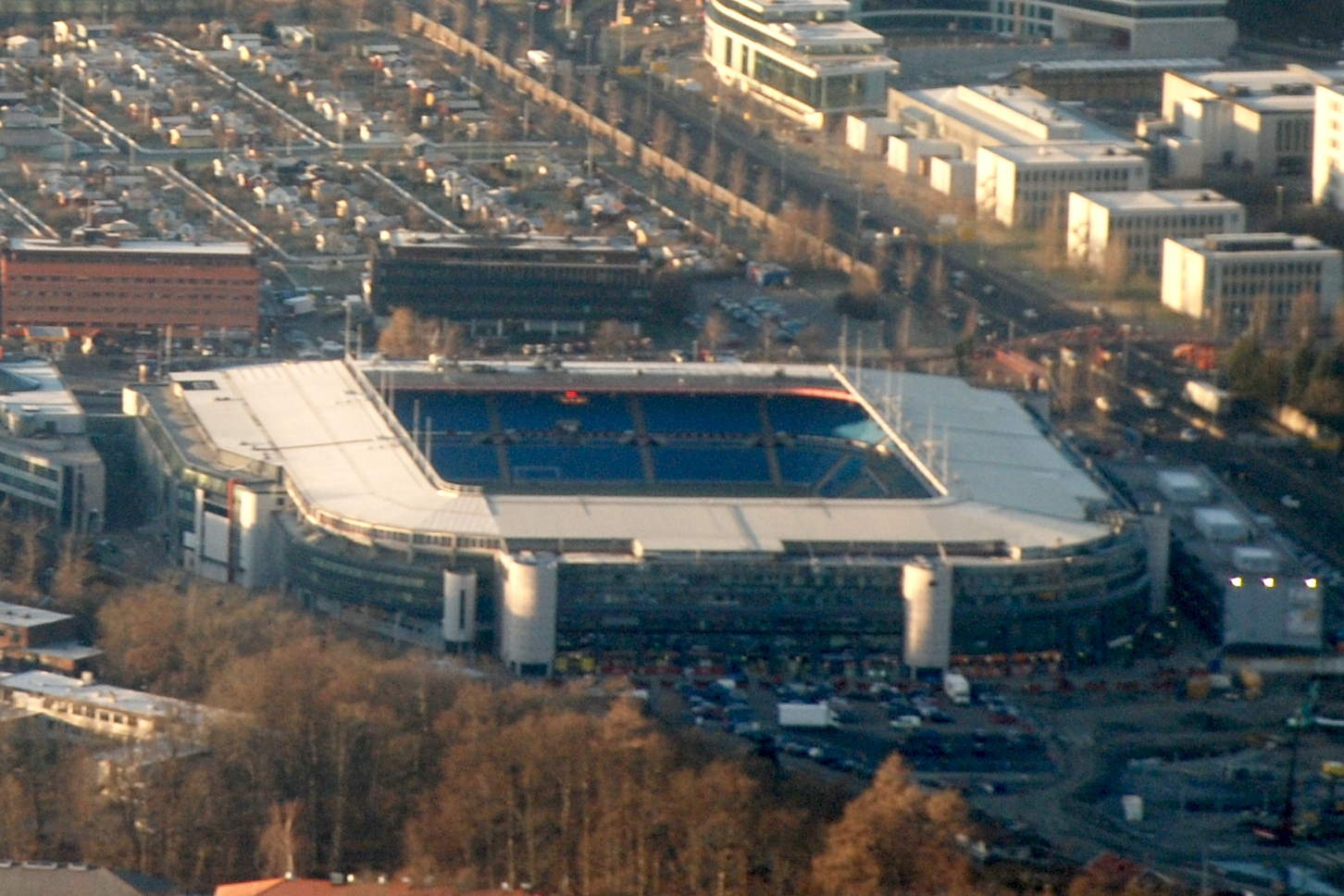
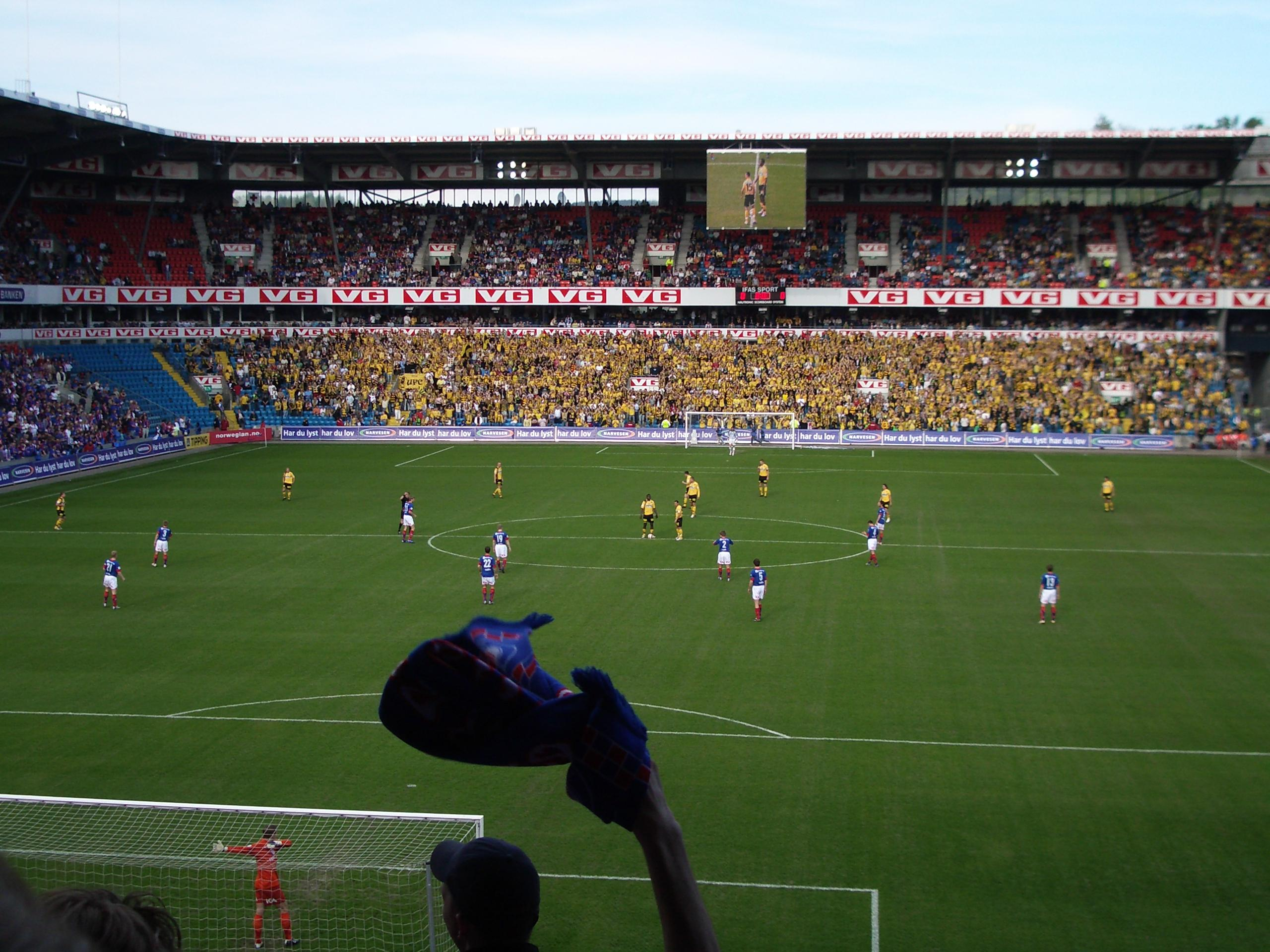
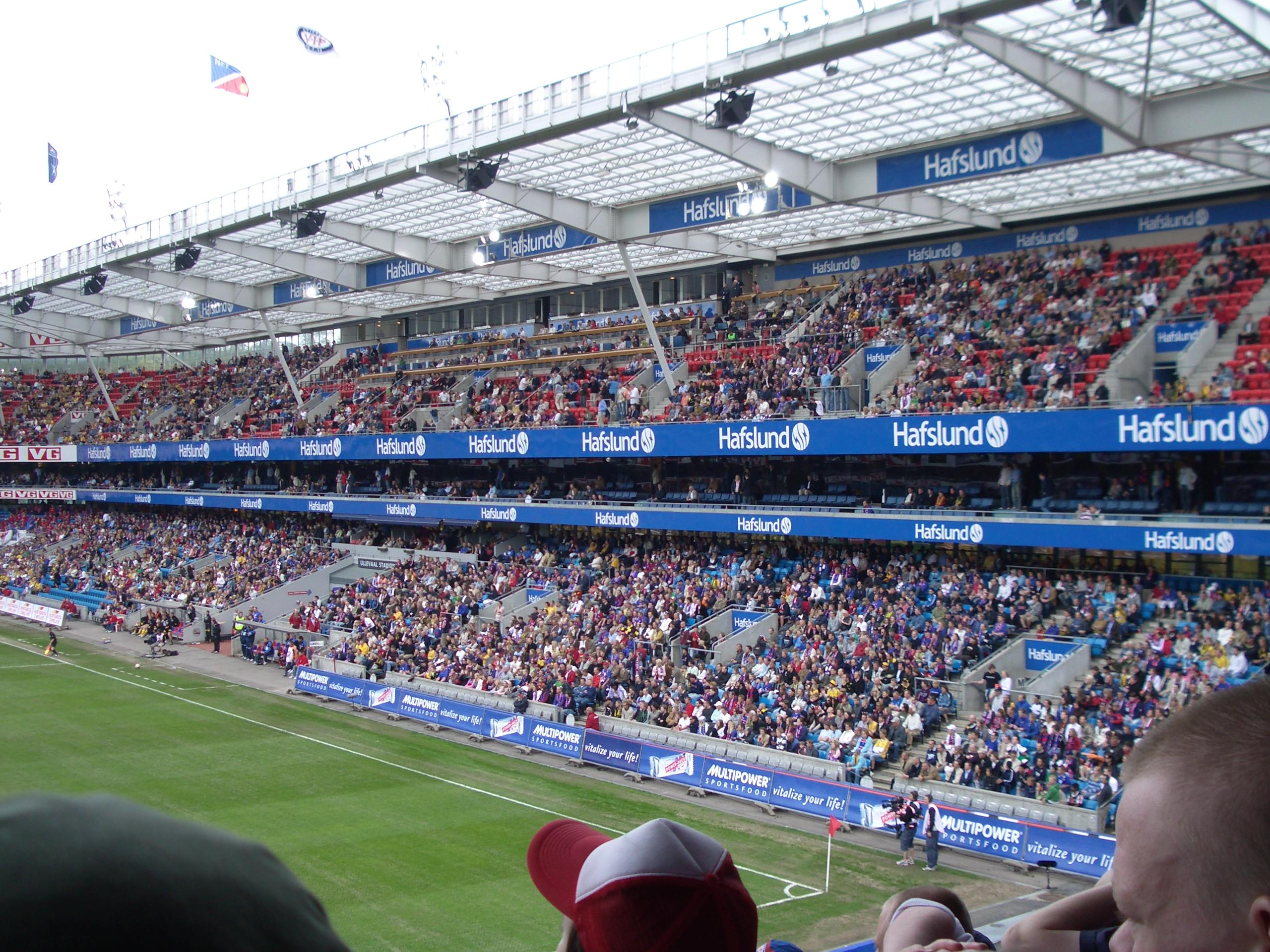